# 우륵 가야금대회
의령 우륵 탄신기념 전국 가야금대회는 우륵 탄신을 기념하여 우륵의 출생지로 전해오는 의령군에서 개최하는 가야금 대회이다.
우륵은 약 1500여년전 가야의 궁중 악사로 의령군 신반에서 출생하였다는 설이 있다. 이에 의령에서는 매년 우륵의 탄신을 기념하여 우륵 가야금대회를 개최하고 있다.

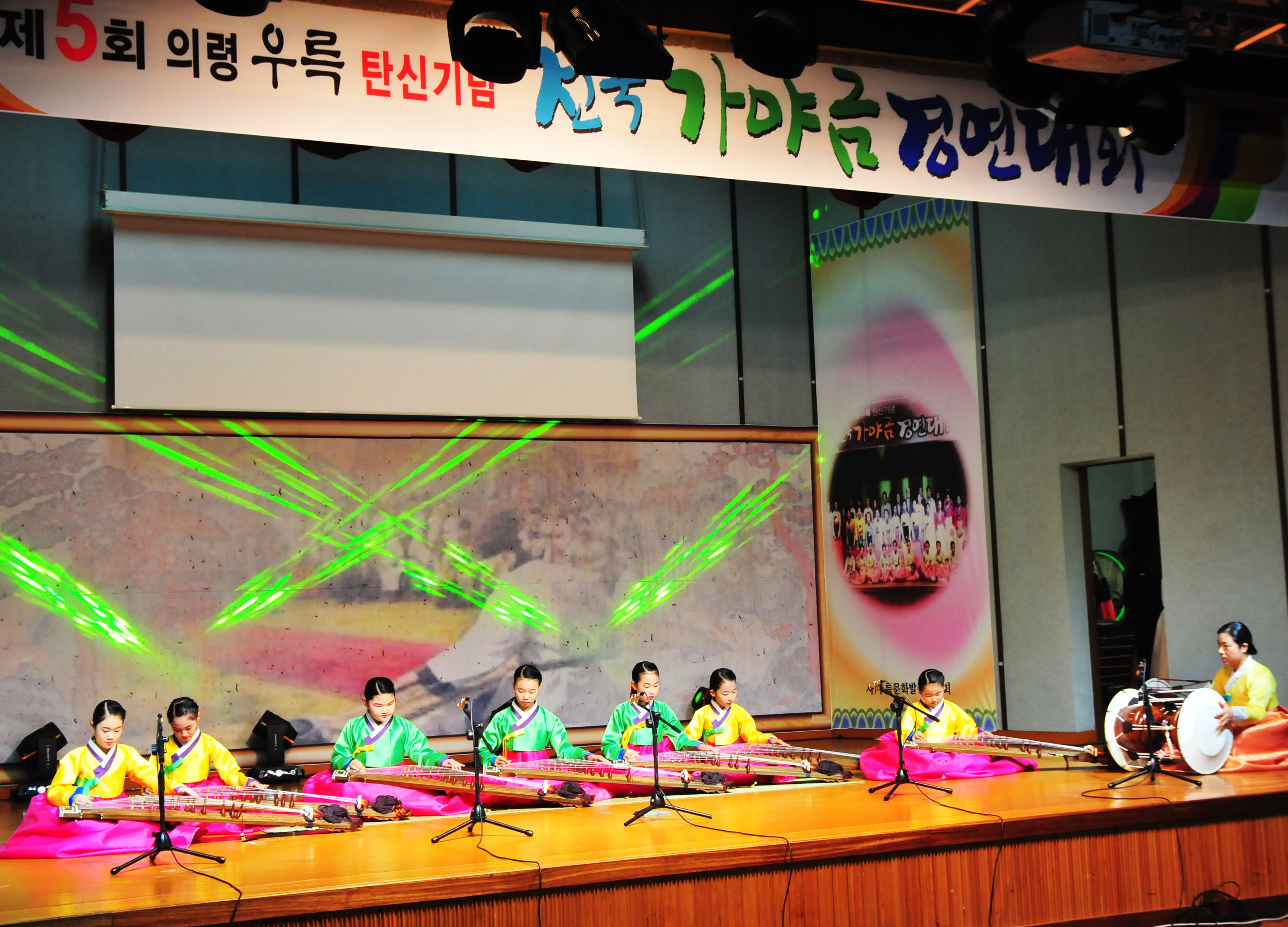
우륵 가야금대회